# 知久寿焼のうた その1〜いままでの音源ひとまとめ〜
『知久寿焼のうた その1〜いままでの音源ひとまとめ〜』（ちくとしあきのうた そのいち いままでのおんげんひとまとめ）は、知久寿焼のアルバム。2019年2月10日に『知久寿焼のうた その2〜ほとんど弾き語り新録もの〜』と同時発売された。

## 概要
知久にとって初のソロ・アルバムで、ブリッジWebショップとちく商会通販で販売され、その後全国流通された。
これまで知久のソロ作品は、ライブの物販で販売されているCD-Rやライブ映像作品、コンピレーション・アルバムのみで、ライブ会場でしか聴くことが出来ない楽曲が多く存在していた。これによりファンからアルバムのリリースの要望が寄せられ、「まずは今までの音源をひとまとめにする」という気持ちから本作が制作された。
本作には、これまでライブ会場で販売されていたCD-Rやコンピレーション・アルバムに収録された楽曲のほか、ボーナス・トラックを含む全9曲を収録。
本作の発売を記念し、4月1日にスターパインズカフェでレコ発ライブ『知久寿焼のうた発売祝い〜はじめてのレコ発〜』が開催された。同ライブにはゲストで関島岳郎、うつみようこ、大塚やよい、中川樹海が参加した。

## 収録曲
1. ああぼ〜くはかなし〜よ
コンピレーション・アルバム『不思議な六月の夜 その2』収録曲。
2. ひとだま音頭
自主制作CD-R『ひとだま音頭』表題曲。
3. 地図にない場所
自主制作CD-R『ひとだま音頭』収録曲。
4. 月がみてたよ
自主制作CD-R『ひとだま音頭』収録曲。
5. いつでもいつまでも / 知久寿焼とサード・クラス
自主制作CD-R『いつでもいつまでも』表題曲。
6. いちょうの樹の下で
自主制作CD-R『いつでもいつまでも』収録曲。
7. みもふたもないうた
自主制作CD-R『いつでもいつまでも』収録曲。
8. おるすばん / 知久寿焼とサード・クラス
コンピレーション・アルバム『不思議な六月の夜』収録曲。
9. ひとだま音頭 (合奏編)
ボーナス・トラック。
ゲストとして栗コーダーカルテットの関島岳郎、うつみようこ、サード・クラスの大塚やよい、中川樹海が参加した新録バージョン[1]。レコーディングは吉祥寺GOK SOUNDの近藤祥昭の協力の下、24トラックのアナログ録音で行なわれた[4]。